# Sanguinolaria tellinoides
Sanguinolaria tellinoides is een tweekleppigensoort uit de familie van de Psammobiidae. De wetenschappelijke naam van de soort is voor het eerst geldig gepubliceerd in 1850 door A. Adams.